# 拉加里格
拉加里格（法語：Lagarrigue，法語發音：[laɡaʁiɡ]）是法国奥克西塔尼大区塔恩省的一个市镇，属于卡斯特尔区。

## 地理
拉加里格（43°34'36"N, 2°16'34"E）面积4.86 平方千米，位于法国奧克西塔尼大區塔恩省，该省份为法国南部内陆省份，北起顺时针与阿韦龙省、埃罗省、奥德省、上加龙省和塔恩-加龙省接壤。
与拉加里格接壤的市镇（或旧市镇、城区）包括：卡斯特爾、科卡利耶尔、拉布吕吉耶尔、瓦尔迪朗克。

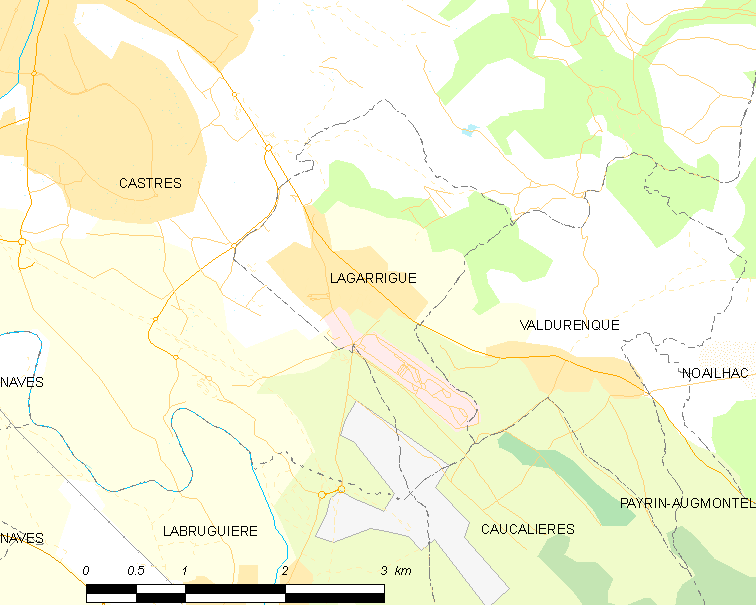
拉加里格的OSM定位图

拉加里格的时区为UTC+01:00、UTC+02:00（夏令时）。

## 行政
拉加里格的邮政编码为81090，INSEE市镇编码为81130。

## 政治
拉加里格所属的省级选区为马扎梅第一县。

## 人口

1962-2008年间拉加里格人口变化图示

拉加里格于2022年1月1日时的人口数量为1786人。